# جورج أوليفر (لاعب غولف)
جورج أوليفر (بالإنجليزية: George Oliver)‏ هو لاعب غولف أمريكي، ولد في 18 يناير 1883 في تامبا في الولايات المتحدة، وتوفي بنفس المكان في 20 أغسطس 1965.

## وصلات خارجية
- جورج أوليفر على موقع اللجنة الأولمبية الدولية (الإنجليزية)
- جورج أوليفر على موقع أوليمبيديا (الإنجليزية)